# Labeatis Fossae
Labeatis Fossae é uma grande trincheira no quadrângulo de Lunae Palus em Marte, localizada a 25.5° N e 84.1° W.  Sua extensão é de 1,560.0 km e seu nome vem de outra formação de mesmo nome a 30º N, 75º W.

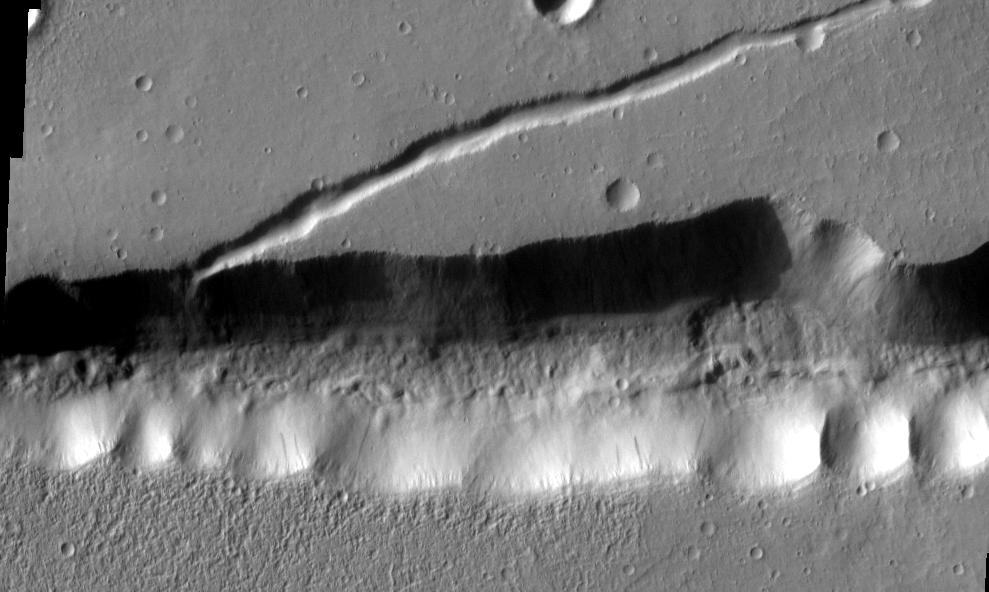
Imagem aproximada de Labeatis Fossae, visto pela THEMIS.